# Nicrophorus tenuipes
Nicrophorus tenuipes (лат.) — вид жуков-мертвоедов из подсемейства могильщиков.

## Описание
Длина тела 18—21 мм. Переднеспинка округлая, с хорошо выраженными полями. Надкрылья более узкие, чем переднеспинка, их окраска одноцветная чёрная или буровато-чёрная. Булава усиков овальная, одноцветная чёрная либо тёмно-бурая. Плечи покрыты в торчащих редких чёрных волосках. Эпиплевры надкрылий или вовсе лишены волосков или имеют редкие желтоватые волоски. Заднегрудь, бока и вершины стернитов брюшка, пигидий, средние и задние бедра покрыты густыми жёлто-бурыми волосками.

## Ареал
Россия (Приморье, юг Сахалина, Кунашир), Китай, Корейский полуостров, Япония.
Указание вида для Заилийского Алатау является ошибочным.

## Биология
Является некрофага: питается падалью как на стадии имаго, так и на личиночной стадии. Жуки закапывают трупы мелких животных в почву и проявляют развитую заботу о потомстве — личинках, подготавливая для них питательный субстрат. Из отложенных яиц выходят личинки с 6 малоразвитыми ногами и группами из 6 глазков с каждой стороны. Интересной особенностью могильщиков является забота о потомстве: хотя личинки способны питаться самостоятельно, родители растворяют пищеварительными ферментами ткани трупа, готовя для них питательный «бульон». Это позволяет личинкам быстрее развиваться.